# Bachanalia (obraz Petera Paula Rubensa)

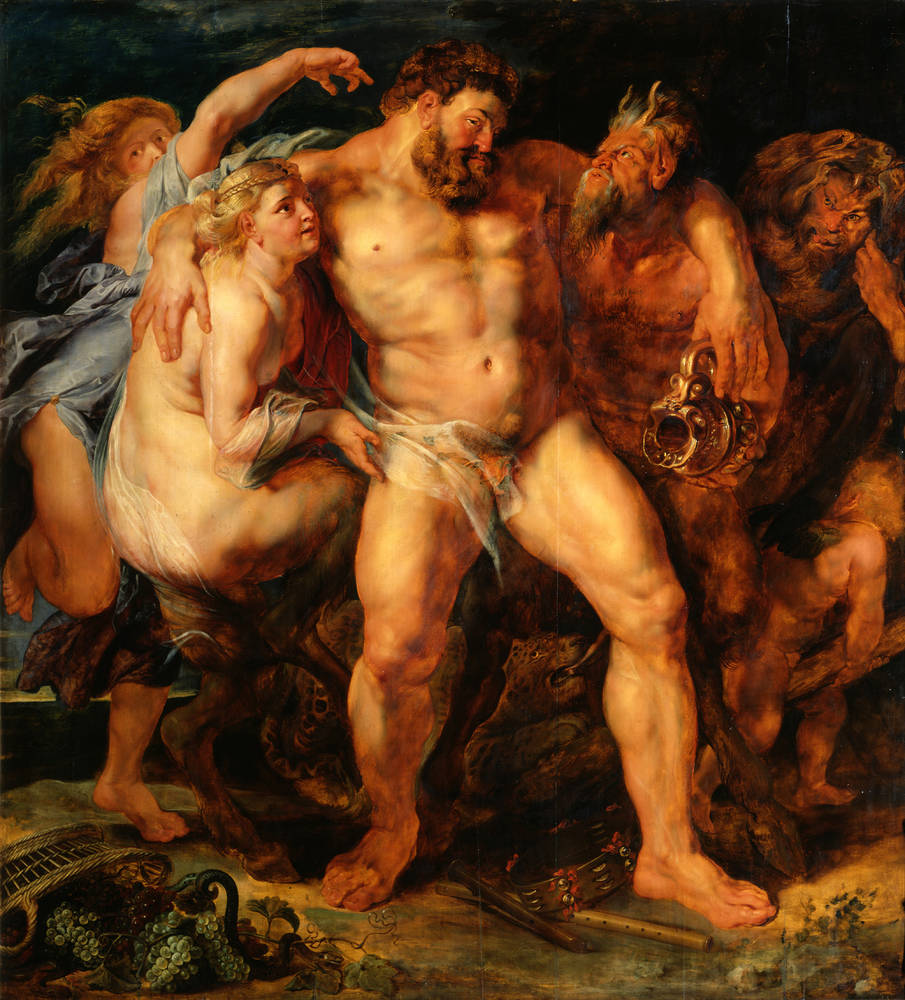
Obraz Pijany Herkules

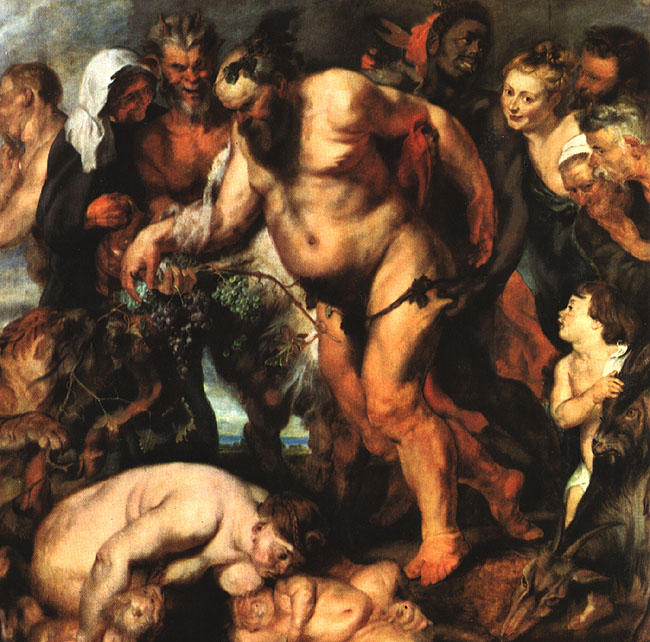
Obraz Orszak Sylena

Bachanalia (niderl. Bacchanaal) – obraz olejny flamandzkiego malarza Petera Paula Rubensa, namalowany w 1615 na desce, a w 1892 przeniesiony na płótno przez A. Sidorowa.

## Analogie tematyczne i symbolizm obrazu
Obraz przedstawia pijanego Sylena i satyrów, kompanów boga pijaństwa i zabawy Bachusa podczas bachanalii. Zamroczonego boga podtrzymują dwie kobiety: jasnowłosa satyrzyca oraz czarnoskóra kobieta z tamburynem, symbolizująca jeden z podbitych narodów. Z prawej strony Rubens umieścił rodzinę satyrów, z której najbardziej wyeksponowane zostało żeńskie uosobienie satyra karmiące piersią swoje małe. Jedną trzecią obrazu zajmuje motyw winorośli oplatającej drzewo. Zza liści widoczna jest wychylająca się głowa satyra. Inny wisi na gałęzi.
Takie zestawienie postaci było bardzo popularne w XVII wieku, jak również w starożytności, i było uważane za personifikację zwierzęcej strony ludzkiej natury, instynktów i namiętności. Przy orszaku Bachusa kroczyły również dzikie zwierzęta, czciciele boga wina oraz przedstawiciele podbitych narodów.
Bachanalia były jednym z kilku dzieł poświęconych Dionizosowi. W latach 1612–1618 Rubens namalował obraz Pijany Herkules (obecnie w Gemäldegalerie w Dreźnie), na którym nimfa i satyr prowadzą pijanego Herkulesa. Po 1614 powstał nieistniejący już obraz przedstawiający młodego Bachusa podtrzymywanego przez dwóch satyrów. Przykładem obrazu o podobnej tematyce jest także Orszak Sylena powstały w 1618, obecnie w zbiorach Starej Pinakoteki w Monachium. W Palazzo Durazzo-Pallavicini w Genui znajduje się obraz o tym samym tytule Bachanalia, namalowany w latach 1612–1614, lecz jego autorstwo nie jest do końca potwierdzone i prawdopodobnie pochodzi z pracowni mistrza.
Motywy widoczne na obrazach zostały zapożyczone ze sztuki antycznej. Identyczne przedstawienie pijanego Heraklesa widnieje na starożytnym reliefie i stało się wzorem dla kolejnych prac. Podobne sceny związane z kultem Bachusa umieszczano na sarkofagach. Jeden z nich znajduje się w Moskwie i był znany mistrzowi, który na jego podstawie narysował studium Pijany Herakles z faunem (1601–1604), obecnie w zbiorach Ermitażu. Również inne motywy, w tym motywy roślinne, ze scen ze starożytnych zabytków, a głównie z reliefu z frontowej ściany sarkofagu, zostały zapożyczone przez Rubensa i wykorzystane na obrazach, na przykład postać Heraklesa z dzbanem została wykorzystana do sceny ukazującej Sylena wylewającego wino. Także kompozycja z płaskorzeźby została wiernie odwzorowana na obrazie. Jedyną różnicę stanowi zamiana przedstawionych postaci – Rubens zamiast łysego Bachusa przedstawił Sylena, a Ariadnę zastąpił dwoma kobietami.

## Proweniencja
Obraz został namalowany w 1615. W 1735 dzieło znajdowało się w kolekcji angielskiego lorda Roberta Walpole’a (1676–1745) w Houghton Hall. W 1779 zostało zakupione do Ermitażu, a w 1930 zostało przeniesione do Muzeum im. Puszkina w Moskwie (nr inw. 2606).